# Miroslav Třetina
Miroslav Třetina (* 27. ledna 1980, Jihlava) je český hokejista hrající 2. hokejovou ligu za tým BK Havlíčkův Brod kde na svém poprsí nosí i kapitánské “céčko“

## Postup hokejové kariéry
Svojí hokejovou kariéru začínal na Horáckém zimním stadionu v Jihlavě, ale jeho hokejová cesta vedla do nedalekého Havlíčkova Brodu.Kde odehrál téměř tři čtvrtě své kariéry a stal se v sezoně 2016/2017 nejproduktivnějším hráčem novodobé historii klubu.Ale také si zahrál extraligu za HC SLAVIA Praha.

## Kariéra
Jeho hokejové začátky byly na Horáckém zimním stadionu,kde hrál za jihlavskou juniorku a v té době hostoval také v BK Havlíčkův Brod (Dříve HC Rebel Havlíčkův Brod).
V Havlíčkově Brodě odehrál velkou část své kariéry kde se stal “miláčkem“ domácího publika kůli pozápasových show například kytarové sólo ve středovém kruhu po vyhraném derby 3:1 nad Jihlavou. A také od nich získal přezdívku “SUPERSTÁR“ díky účasti ve stejnojmenné soutěži vysílané na komerční televizi TV Nova

## Kluby
- HC Dukla Jihlava
- HC Rebel Havlíčkův Brod/BK Havlíčkův Brod
- HC Lední Medvědi Pelhřimov
- KLH Vajgar Jindřichův Hradec
- HC Berounští Medvědi
- ČEZ Motor České Budějovice
- Královští lvi Hradec Králové
- HC Slovan Ústečtí Lvi
- HC Slavia Praha